# Australia Open 1989 (Badminton)
Die Australian Open 1989 im Badminton fanden Mitte September 1989 statt und waren gleichzeitig auch die nationalen Titelkämpfe Australiens.

## Sieger und Platzierte
| Disziplin    | Gold                        | Silber                         | Bronze                            |
| ------------ | --------------------------- | ------------------------------ | --------------------------------- |
| Herreneinzel | Sze Yu                      | Wei Yan                        | He Tim                            |
| Herreneinzel | Sze Yu                      | Wei Yan                        | Gordon Lang                       |
| Dameneinzel  | Anna Lao                    | Rhonda Cator                   | Lisa Campbell                     |
| Dameneinzel  | Anna Lao                    | Rhonda Cator                   | Tracey Small                      |
| Herrendoppel | Peter Blackburn Gordon Lang | He Tim D. Rughani              | Sze Yu Denis Todd                 |
| Herrendoppel | Peter Blackburn Gordon Lang | He Tim D. Rughani              | Peter Roberts Gary Silvester      |
| Damendoppel  | Anna Lao Teresa Lian        | Rhonda Cator Gillian Sanderson | Lisa Campbell Tracey Small        |
| Damendoppel  | Anna Lao Teresa Lian        | Rhonda Cator Gillian Sanderson | Karen French Jenny Gibson         |
| Mixed        | He Tim Anna Lao             | Gary Silvester Tracey Small    | Peter Blackburn Gillian Sanderson |
| Mixed        | He Tim Anna Lao             | Gary Silvester Tracey Small    | Peter Roberts Lisa Campbell       |